# 정애리
정애리(鄭愛利, 1959년 9월 13일~)는 대한민국의 배우이다.

## 학력
- 이화여자대학교 사범대학 부속 이화·금란여자고등학교(졸업, 1978년, 16회)

## 드라마 출연작

### KBS
- 1978년 KBS 단막극 《B사감과 러브레터》
- 1978년 KBS 납량기획드라마 《전설의 고향 - 할미꽃》
- 1978년 KBS 성탄특집극 《성녀 쥬리아》 ... 쥬리아 역
- 1979년 KBS 일일연속극 《기러기》 ... 민지희 역
- 1979년 KBS 일일연속극 《어떤 여자》
- 1979년 KBS 6.25기획드라마 《레만호에 지다》 ... 북한 여간첩 하마리 역
- 1979년 KBS 납량기획드라마 《전설의 고향》〈정선 아리랑〉
- 1979년 KBS 문예극장 《그날의 햇빛은》 ... 진희 역
- 1980년 KBS 실화극장 《벼랑위의 사람들》
- 1980년 KBS 토요드라마 《동심초》 ... 차녀 역
- 1981년 KBS1 특집드라마 《옛날 나 어릴적에》
- 1988년 KBS1 일일연속극 《사랑의 기쁨》
- 1990년 KBS1 성탄특집극 《1990년 12월 24일 눈 쏟아짐》 ... 경주 역
- 1991년 KBS2 수목드라마 《도둑의 아내》 ... 수자 역
- 1991년 KBS2 수목드라마 《가까운 골짜기》 ... 윤희 역
- 1991년 KBS1 대하드라마 《바람꽃은 시들지 않는다》 ... 유석우 역
- 1992년 KBS1 일일드라마 《정든 님》 ... 둘째며느리 역
- 1992년 KBS2 수목드라마 《추리 3부작》 〈제1탄 돛배를 찾아서〉 ... 숙미 역
- 1992년 KBS2 수목드라마 《위기의 남자》
- 1992년 KBS2 아침드라마 《비 오는 날 오후》 ... 승옥 역
- 1994년 KBS1 6.25기획드라마 《역사 앞에서》 ... 이남덕 역
- 1995년 KBS 창사특집극 《땅울림》 ... 김정호의 부인 허씨 역
- 1995년 KBS2 아침드라마 《길》 ... 미정 역
- 1996년 KBS2 특집드라마 《옛날에 이 길은》
- 1996년 KBS2 아침드라마 《유혹》 ... 신애 역
- 1997년 KBS2 월화미니시리즈 《열애》
- 1998년 KBS1 TV소설 《은아의 뜰》 ... 이혜원 역
- 1999년~2009년 KBS2 금요드라마 《부부클리닉 사랑과 전쟁 (시즌 1)》 ... 여자 조정 위원 역
- 2000년 KBS2 가족시트콤 《반쪽이네》 ... 변재란 역
- 2003년 KBS2 월화미니시리즈 《상두야 학교가자》 ... 공심란 역
- 2004년 KBS1 대하드라마 《불멸의 이순신》 ... 이순신의 모친 변씨 역
- 2005년 KBS2 단막극 《HD TV문학관 - 역마》 ... 옥화 역
- 2006년 KBS2 수목드라마 《굿바이 솔로》 ... 박경혜 역
- 2007년 KBS1 일일연속극 《하늘만큼 땅만큼》 ... 박명자 역
- 2007년 KBS2 월화미니시리즈 《꽃 찾으러 왔단다》 ... 공 마담 역
- 2007년 KBS2 월화미니시리즈 《한성별곡-正》 ... 대비 역
- 2008년 KBS1 일일연속극 《너는 내 운명》 ... 오영숙 역
- 2008년 KBS2 수목드라마 《태양의 여자》 ... 최정희 역
- 2009년 KBS1 단막극 《HD TV문학관 - 언니의 폐경》 ... 은숙 역
- 2010년 KBS1 대하드라마 《근초고왕》 ... 소서노 역
- 2010년 KBS1 일일연속극 《웃어라 동해야》 ... 홍혜숙 역
- 2010년 KBS1 성탄특집극 《고마워 웃게해줘서》 ... 지혜 어머니 역
- 2011년 KBS1 일일연속극 《당신뿐이야》 ... 오봉자 역
- 2013년 KBS 4부작드라마 《드라마 스페셜 연작시리즈 - 동화처럼》 ... 장미 母 역
- 2013년 KBS2 일일연속극 《루비 반지》 ... 유길자 역
- 2014년 KBS2 TV소설 《순금의 땅》 ... 세운당 마님 역
- 2014년 KBS2 수목드라마 《골든크로스》 ... 오금실 역
- 2015년 KBS2 수목드라마 《복면검사》 ... 임지숙 역

### 타방송사
- 1981년 MBC 주말연속극 《안녕하세요》
- 1981년 MBC 특별기획드라마 《제1공화국》 ... 김수임 역
- 1981년 MBC 6.25특집극 《불타는 다리》 ... 최창식 대령의 부인 역
- 1981년 MBC 8.15특집극 《가장 긴 여름》
- 1981년 MBC 일일연속극 《사랑합시다》
- 1981년 MBC 주말연속극 《아빠의 수염》
- 1982년 MBC 주말연속극 《고백》
- 1982년 MBC 주말연속극 《못 잊어》
- 1983년 MBC 일일연속극 《다녀왔읍니다》
- 1983년 MBC 주말연속극 《아버지와 아들》 ... 혜숙 역
- 1983년 MBC 석가탄신일특집극 《인연의 불》 ... 기자 역
- 1983년 MBC 단막극 《MBC 베스트셀러극장 - 백색인간》
- 1984년 MBC 주말연속극 《사랑과 진실》 ... 이효선 역
- 1985년 MBC 단막극 《MBC 베스트셀러극장 - 웃음소리》
- 1989년 MBC 월화미니시리즈 《잠들지 않는 나무》 ... 오승혜 역
- 1989년 MBC 월화미니시리즈 《천사의 선택》
- 1990년 MBC 주말연속극 《배반의 장미》 ... 서지영 역
- 1990년 MBC 토요드라마 《사람과 사람》
- 1991년 MBC 단막극 《MBC 베스트극장 - 서울의 꿈》 ... 이지원 역
- 1991년 MBC 단막극 《MBC 베스트극장 - 이웃집 은이》 ... 유정 역
- 1991년 SBS 개국특집드라마 《길》 ... 이은옥 역
- 1993년 SBS 아침연속극 《여자의 거울》 ... 명애 역
- 1994년 SBS 아침연속극 《성냥갑 속의 여자》 ... 강세희 역
- 1997년 MBC 단막극 《MBC 베스트극장 - 환절기》 ... 경하 역
- 1998년 SBS 특별기획 《삼김시대》 ... 이희호 여사 역
- 2001년 SBS 드라마 스페셜 《순자》 ... 황승리 역
- 2004년 SBS 주말 특별기획 《파리의 연인》 ... 한기혜 역
- 2004년 MBC 일일연속극 《왕꽃 선녀님》 ... 원소정 역
- 2005년 SBS 특별기획 《온리 유》 ... 희진 역
- 2006년 SBS 특별기획 《사랑과 야망》 ... 어머니 역
- 2007년 MBC 아침드라마 《그래도 좋아!》 ... 조신자 역
- 2007년 CGV 미니시리즈 《정조암살미스터리 8일》 ... 혜경궁 홍씨 역
- 2008년 SBS 일일드라마 《아내의 유혹》 ... 민현주 역
- 2009년 MBC 주말연속극 《잘했군 잘했어》 ... 정수희 역
- 2009년 MBC 아침드라마 《멈출 수 없어》 ... 임봉자 역
- 2010년 MBC 주말연속극 《민들레 가족》 ... 윤선희 역
- 2010년 SBS 월화드라마 《별을 따다줘》 ... 이민경 역
- 2010년 SBS 추석특집극 《당신의 천국》 ... 영숙 역
- 2011년 MBC 아침드라마 《당신 참 예쁘다》 ... 나명자 역
- 2011년 JTBC 미니시리즈 《발효가족》 ... 정현숙 역
- 2012년 SBS 설날특집극 《널 기억해》 ... 강수 母 역
- 2012년 SBS 아침연속극 《내 인생의 단비》 ... 류지선 역
- 2012년 MBC 일일연속극 《그대 없인 못살아》 ... 민재희 역
- 2012년 tvN 아침드라마 《유리 가면》 ... 심해순 역
- 2014년 SBS 주말 특별기획 《엔젤 아이즈》 ... 오영지 역
- 2014년 SBS 일일드라마 《달려라 장미》 ... 홍여사 역
- 2015년 SBS 특별기획 《내마음 반짝반짝》 ... 강성숙 역
- 2015년 SBS 드라마 스페셜 《마을》
- 2015년 MBC 일일 특별기획 《아름다운 당신》 ... 조영선 역
- 2016년 MBC 아침연속극 《좋은사람》 ... 차승희 역
- 2017년 SBS 월화드라마 《사랑의 온도》 ... 이현수의 어머니 박미나 역
- 2017년 MBC 아침드라마 《역류》 ... 여향미 역
- 2018년 JTBC 금토드라마 《밥 잘 사주는 예쁜 누나》 ... 이규민의 엄마 역
- 2018년 MBC 주말드라마 《내사랑 치유기》 ... 허송주 역
- 2018년 JTBC 금토드라마 《SKY 캐슬》 ... 윤 여사 역
- 2019년 SBS 월화드라마 《초면에 사랑합니다》 ... 심해라 역
- 2019년 SBS 월화드라마 《VIP》 ... 한숙영 역
- 2019년 TV조선 특별기획드라마 《간택 - 여인들의 전쟁》 ... 대왕대비 역
- 2019년 MBC 아침연속극 《나쁜 사랑》 ... 장화란 역
- 2019년 tvN 토일드라마 《사랑의 불시착》 ... 김윤희 역
- 2021년 tvN 수목드라마 《마우스》 ... 최영신 역
- 2021년~2022년 JTBC 토일드라마 《설강화 : snowdrop》 ... 최수련 역
- 2022년 티빙 금요드라마 《장미맨션》 ... 찰리의 어머니 역
- 2023년 바바요 by iHQ 웹드라마 《린자면옥》
- 2023년 tvN 월화드라마 《이로운 사기》 … 신서라 역

### 영화 출연
- 1980년 《우산속의 세여자》
- 1983년 《들개》
- 2000년 《리베라 메》 ... 정명진 역(특별출연)
- 2006년 《사랑하니까, 괜찮아》 ... 미현 모, 영은 역
- 2010년 《하쿠나 마타타 - 지라니 이야기》 ... 본인 역
- 2012년 《비정한 도시》 ... 정예리 역
- 2015년 《끝나지 않은 사랑의 기적, 장기려》

### 연극 출연
- 1997년 《욕망이라는 이름의 마차》, 《로열씨어터》
- 2002년 《모정의 세월》(MBC 문화방송 신년특선 신파극)
- 2010년 《세상에서 가장 아름다운 이별》

### 뮤지컬 출연
- 2016년 《친정엄마》 - 엄마 역

## 방송 진행 출연
- 1981년 MBC 《쇼 2000》
- 1981년 MBC-R 《달려라 팔도강산》
- 1982년 MBC-R 《0시의 플랫폼》
- 1997년 CBS-R 《새롭게 하소서》
- 2002년 CBS 음악FM 《아름다운 당신에게》
- 2003년 KBS 3라디오 《건강 365》
- 2003년 CTS기독교TV 《내가 매일 기쁘게》
- 2004년 EBS1 《최고의 요리비결》
- 2010년 YTN 《뉴스N이슈 - 이슈앤피플》
- 2013년 TV조선 《황금펀치》
- 2017년~2020년 EBS FM 《시 콘서트》

## CF 출연
- 1979년 피어리스 기업PR
- 1982년 피어리스 피어리스 선파라
- 1985년 쥬리아화장품 쥬리아 크리에타
- 1989년 존슨앤드존슨
- 1990년 위니아만도 만도글레시어에어컨
- 1990년 일양약품 생단액
- 1990년 서진식품 해조셀러드생
- 1990년 광동제약 썬키스트 훼미리주스
- 1991년 LG생활건강 뉴퐁
- 1992년 LG전자 OK세탁기
- 1992년 LG전자 원터치전자렌지
- 1992년 남일금속 보가
- 1992년 CJ제일제당 다시다 즉석국
- 1992년 라이온코리아 베스트리빙G
- 1992년 라이온코리아 참그린
- 1993년 쌍방울 트라이
- 1993년 CJ제일제당 다시다 사골우거지국
- 1993년 라이온코리아 콤펙트
- 1994년 CJ제일제당 국내기 멸치100
- 1994년 CJ라이온 바르는 비트
- 2005년 대성에너시스 대성쎌틱가스보일러 (with 신구)
- 2006년 공익광고협의회
- 2008년~2010년 동국제약 인사돌
- 2010년 하이모 하이모레이디
- 2019년 팔도 팔도왕뚜껑 염정아, 이태란, 윤세아, 오나라, 정준호, 최원영, 조재윤, 김병철, 김서형, 송민형, 김정난, 이현진, 이지원, 권화운, 이동민, 찬희

## 수상 경력
- 1976년 이화여자대학교 주최 무용콩쿠르 현대무용부문 1등
- 1978년 KBS 신인탤런트 모집 특선
- 1981년 제17회 백상예술대상 TV부문 여자 신인연기상 《동심초》
- 1984년 MBC 연기대상 최우수상 《사랑과 진실》
- 1985년 제21회 백상예술대상 TV부문 여자 최우수연기상 《사랑과 진실》
- 1997년 제21회 서울연극제 연기상 《욕망이라는 이름의 마차》, 《로열씨어터》
- 2005년 KBS 연예대상 공로상 《부부클리닉 사랑과 전쟁》
- 2007년 국제사회봉사의원연맹 사회봉사특별상
- 2009년 제28회 세종문화상 통일외교부문상
- 2009년 MBC 연기대상 중견배우부문 황금연기상 《잘했군 잘했어》, 《멈출 수 없어》
- 2010년 제3회 대한민국나눔대상 국회상임위원장상
- 2011년 KBS 감동대상 나눔상
- 2020년 보건복지부 장관상 표창

## 홍보대사
- 2004년 월드비전 친선대사

## 저서
- 2005년 《사람은 버리는 게 아니잖아요》(ISBN 89-5924-322-1)
- 2021년 《채우지 않아도 삶에 스며드는 축복》(큰글자도서)(리더스 원)

## 참고 사항
- 《너는 내 운명》, 《태양의 여자》, 《아내의 유혹》 3작품 연속 입양딸을 키우는 새엄마로 드라마에 출연해 화제가 되었다.[4]
- 민들레 영토 지승룡 대표와 결혼 3년 만인 2014년 4월 이혼하였다.